# Pévé
Le pévé (ou lamé, qui est aussi le nom du dialecte principal, ka'do pevé, kado, ces deux derniers termes étant péjoratifs) est une langue tchadique parlée au Tchad et au Cameroun.

## Utilisation
Le nombre total de locuteurs a été estimé à 35 720, dont 30 000 au Tchad en 1999, principalement dans la région de Mayo-Kebbi Ouest, et 9 720 au Cameroun en 2000, principalement dans la Région du Nord (Tcholliré et ses alentours, et parc national de Bouba Ndjida, dans le département de Mayo-Rey).

## Caractéristiques
Le pévé utilise l'alphabet latin.
Il est proche des autres langues masa du Sud que sont le herdé et le ngeté avec des différences dans la phonologie, la grammaire et les attitudes ethniques.

### Dialectes
Les bases de données linguistiques Ethnologue et Glottolog recensent trois dialectes pour le pévé : le lamé, le dari et le doe (doué),.